# Mohamed Nasheed
Mohamed Nasheed (Dhivehi: މުހައްމަދު ނަޝީދު), også kendt som "Anni" (Dhivehi: އަންނި), – født 17. maj 1967 – er politiker fra Maldiverne, hvor han var landets præsident og regeringsleder fra 2008 til 2012. 
Mohamed Nasheed er grundlægger af og formand for Maldivian Democratic Party og stillede op som partiets præsidentkandidat ved præsidentvalget i oktober 2008. Her vandt han gennem to valgrunder over den hidtidige præsident, Maumoon Abdul Gayoom, der havde siddet ved magten siden 1978. Mohamed Nasheed blev derefter taget i ed som præsident 11. november 2008.
Nasheed er almindeligvis kendt og omtalt i Maldiverne under navnet "Anni" og han har gennem en årrække siddet i landets parlament, valgt i hovedstaden Malé. Her har han været en stærk kritiker af den hidtidige præsident Gayoom og hans politik, og som følge heraf, har han været arresteret og fængslet flere gange.
I marts 2015 blev Nasheed idømt 13 års fængsel for overtrædelse af landets terrorisme-lovgivning. Amnesty International har beskrevet fængselsdommen som "politisk motiveret" og USA har udtrykt bekymring over "den tilsyneladende mangel på retsgarantier under retssagen".